# Aleksandar Rakić
Aleksandar Rakić (en serbe: Александар Ракић), né le 6 février 1992 à Vienne (Autriche), est un pratiquant serbo-autrichien d'arts martiaux mixtes (MMA). Il combat actuellement dans la division des poids mi-lourds de l'Ultimate Fighting Championship.

## Biographie

### Jeunesse
La boxe anglaise et le kick-boxing sont les premiers sports de combat auxquels s'initie Aleksandar Rakić. Il dispute son premier combat amateur en kick-boxing à l'âge de 14 ans, et s'y illustre lors d'une quarantaine de combats avant de transitionner pour le MMA à l'âge de 20 ans. 

### Carrière dans les arts martiaux mixtes
Aleksandar Rakić dispute l'essentiel de ses premiers combats de MMA dans des fédérations autrichiennes et lors d'événements organisés par des fédérations européennes à Vienne. Après avoir perdu son premier combat contre l'Allemand Christian Radke par soumission, il décroche sept victoires, notamment contre le Polonais Marcin Prachnio (en) par KO technique en décembre 2014 et contre le croate Martin Batur par KO au 1er round en juin 2015. 
En mars 2017, quelques jours après être venu à bout du Brésilien Sergio Souza par KO technique dans les premières soixantes secondes du combat, Aleksandar Rakić signe avec l'Ultimate Fighting Championship (UFC). 
Le 2 septembre 2017, il remporte son premier combat dans la fédération américaine en vainquant le Brésilien Francimar Barroso (en) via décision unanime. 
Le 22 juillet 2018, Rakić empoche une nouvelle victoire via décision unanime contre l'Américain Justin Ledet (en). 
Le 8 décembre 2018, lors de l'UFC 231, il s'impose face à l'Américain Devin Clark (en) par KO technique au 1er round. 
Le 1er juin 2019, Aleksandar Rakić bat Jimi Manuwa par KO au 1er round. Cette victoire decrochée par un coup de pied à la tête à la première minute du combat lui permet d'intégrer le top 10 de la catégorie des mi-lourds et de remporter son premier bonus de performance de la soirée. 
Le 21 décembre 2019, Rakić perd face au Suisse Volkan Oezdemir par une décision partagée controversée,,. 
Le 29 août 2020, le natif de Vienne s'impose par décision unanime face à Anthony Smith (en) après une prestation dominante. 
Le 6 mars 2021, Rakić vainc le Brésilien Thiago Santos (en) par décision unanime. 
Le 14 mai 2022, lors de son combat contre le Polonais Jan Błachowicz, Aleksandar Rakić souffre d'une rupture du ligament croisé antérieur au genou droit au cours du 3e round. Inapte à continuer, il est déclaré perdant par KO technique.
Rakić fait son retour dans l'octagone lors de l'UFC 300, le 13 avril 2024, pour faire face à l'ancien champion des poids mi-lourds Jiří Procházka. Le soir du combat, l'Austro-serbe s'incline via KO technique au deuxième round.
Le 26 octobre suivant, lors de l'UFC 308, il est défait par le Daghestanais Magomed Ankalaev par décision unanime.

## Palmarès en arts martiaux mixtes
| 19 combats     | 14 victoires | 5 défaites |
| Par KO         | 9            | 2          |
| Par soumission | 1            | 1          |
| Sur décision   | 4            | 2          |

| Résultat | Record | Adversaire        | Méthode                                 | Événement                                    | Date              | Round | Temps | Lieu                                                      | Notes                     |
| -------- | ------ | ----------------- | --------------------------------------- | -------------------------------------------- | ----------------- | ----- | ----- | --------------------------------------------------------- | ------------------------- |
| Défaite  | 14-5   | Magomed Ankalaev  | Décision unanime                        | UFC 308: Topuria vs. Holloway                | 26 octobre 2024   | 3     | 5:00  | Abou Dabi, Émirats arabes unis                            |                           |
| Défaite  | 14-4   | Jiří Procházka    | TKO (coups de poing)                    | UFC 300: Pereira vs. Hill                    | 13 avril 2024     | 2     | 3:17  | Las Vegas, Nevada, États-Unis                             |                           |
| Défaite  | 14-3   | Jan Błachowicz    | TKO (blessure au genou)                 | UFC on ESPN: Błachowicz vs. Rakić            | 14 mai 2022       | 3     | 1:11  | Las Vegas, Nevada, États-Unis                             |                           |
| Victoire | 14-2   | Thiago Santos     | Décision unanime                        | UFC 259: Błachowicz vs. Adesanya             | 6 mars 2021       | 3     | 5:00  | Las Vegas, Nevada, États-Unis                             |                           |
| Victoire | 13-2   | Anthony Smith     | Décision unanime                        | UFC Fight Night: Smith vs. Rakić             | 29 août 2020      | 3     | 5:00  | Las Vegas, Nevada, États-Unis                             |                           |
| Défaite  | 12-2   | Volkan Oezdemir   | Décision partagée                       | UFC Fight Night: Edgar vs. The Korean Zombie | 21 décembre 2019  | 3     | 5:00  | Busan, Corée du Sud                                       |                           |
| Victoire | 12-1   | Jimi Manuwa       | KO (coup de pied)                       | UFC Fight Night: Gustafsson vs. Smith        | 1er juin 2019     | 1     | 0:42  | Stockholm, Suède                                          | Performance de la soirée. |
| Victoire | 11-1   | Devin Clark       | TKO (coups de poing)                    | UFC 231: Holloway vs. Ortega                 | 8 décembre 2018   | 1     | 4:05  | Toronto, Ontario, Canada                                  |                           |
| Victoire | 10-1   | Justin Ledet      | Décision unanime                        | UFC Fight Night: Shogun vs. Smith            | 22 juillet 2018   | 3     | 5:00  | Hambourg, Allemagne                                       |                           |
| Victoire | 9-1    | Francimar Barroso | Décision unanime                        | UFC Fight Night: Volkov vs. Struve           | 2 septembre 2017  | 3     | 5:00  | Rotterdam, Pays-Bas                                       |                           |
| Victoire | 8-1    | Sergio Souza      | TKO (coups de poing)                    | Austrian FC 5: Rakić vs. Souza               | 4 mars 2017       | 1     | 0:59  | Vienne, Autriche                                          |                           |
| Victoire | 7-1    | Martin Batur      | KO (coup de poing)                      | Austrian FC 1                                | 20 juin 2015      | 1     | 0:26  | Vienne, Autriche                                          |                           |
| Victoire | 6-1    | Marcin Prachnio   | TKO (coups de poing)                    | FFC 16: Sakara vs. Browarski                 | 6 décembre 2014   | 3     | 3:00  | Vienne, Autriche                                          |                           |
| Victoire | 5-1    | Norbert Péter     | TKO (coups de poing)                    | Heimgala 2                                   | 13 septembre 2014 | 1     | 4:57  | Vienne, Autriche                                          |                           |
| Victoire | 4-1    | Péter Rozmaring   | Soumission (North-South choke)          | Vendetta Fight Nights: Rookies 2             | 6 juillet 2013    | 1     | 1:32  | Vienne, Autriche                                          |                           |
| Victoire | 3-1    | Laszlo Czene      | KO (coup de pied à la tête)             | WFC: Challengers 3                           | 3 juin 2012       | 1     |       | Vienne, Autriche                                          |                           |
| Victoire | 2-1    | Richard Longhimo  | TKO (coups de poing)                    | Iron Fist: Vendetta 3                        | 18 mars 2012      | 1     | 4:30  | Vienne, Autriche                                          |                           |
| Victoire | 1-1    | Carsten Lorenz    | TKO (coups de poing)                    | FFA: New Talents 15                          | 4 février 2012    | 1     | 1:42  | Erfurt, Thuringe, Allemagne                               |                           |
| Défaite  | 0-1    | Christian Radke   | Soumission (étranglement en guillotine) | Rock the Cage 2                              | 15 octobre 2011   | 1     | 4:34  | Greifswald, Mecklembourg-Poméranie-Occidentale, Allemagne |                           |